# Muzeum Dobrego Miasta
Muzeum Dobrego Miasta – muzeum z siedzibą w Dobrym Mieście. Placówka jest prowadzona przez Oddział Stowarzyszenia Społeczno-Kulturalnego „Pojezierze”, a jej siedzibą jest Baszta Bociania - pochodząca z XV wieku wieża, stanowiąca pozostałość po dawnych miejskich murach obronnych.
Muzeum powstało w 1973 roku. Cztery lata wcześniej budynek Baszty został przekazany Stowarzyszeniu "Pojezierze", które w latach 1970-1973 przeprowadziło prace remontowe. W ramach muzealnej ekspozycji historycznej prezentowane są eksponaty związane z historią miasta oraz Warmii (dawne mapy biskupstwa warmińskiego, plany miasta, fotokopie dawnych dokumentów) a także skamieliny, wydobyte podczas budowy drogi z Olsztyna do Bezled. Muzeum zajmuje najwyższe kondygnacje Baszty. Natomiast dwie niższe przeznaczono na galerię sztuki, w której od 2000 roku prezentowane są wystawy malarstwa.
Muzeum jest placówką całoroczną, czynną w weekendy, natomiast w pozostałe dni po uprzednim uzgodnieniu.